# Brinje
Brinje es un municipio de Croacia en el condado de Lika-Senj.

## Geografía
Se encuentra a una altitud de 469 m s. n. m. a 146 km de la capital nacional, Zagreb.

## Demografía
En el censo 2011 el total de población del municipio fue de 3256 habitantes, distribuidos en las siguientes localidades:
- Brinje -  1 479
- Glibodol - 6
- Jezerane -  311
- Križ Kamenica - 216
- Križpolje -  510
- Letinac - 154
- Lipice - 154
- Prokike -  102
- Rapain Klanac - 20
- Stajnica - 218
- Vodoteč -  69
- Žuta Lokva - 17

| Gráfica de población de Brinje 1857-2011                            |
|                                                                     |
| Según los censos de población de la oficina estadística de Croacia. |